# Florian Prögelhof
Florian Prögelhof (* 16. Mai 1994) ist ein österreichischer Fußballtorwart.

## Karriere
Prögelhof begann seine Karriere beim SV Stockerau. 2004 kam er in die Jugend des FK Austria Wien, bei dem er später auch in der Akademie spielte. Zwischen 2008 und 2009 spielte er kurzzeitig für den SC Wiener Neustadt.
Im November 2009 stand er gegen den First Vienna FC erstmals im Kader der Zweitmannschaft der Austria. Für diese kam er jedoch zu keinem Einsatz. Zur Saison 2011/12 wechselte er zum Regionalligisten SV Horn. Mit Horn stieg er zu Saisonende in die zweite Liga auf. In der Aufstiegssaison blieb Prögelhof ohne Einsatz.
Nach dem Aufstieg debütierte er im November 2012 in der zweithöchsten Spielklasse, als er am 18. Spieltag der Saison 2012/13 gegen den FC Lustenau 07 in der Startelf stand. In seinen vier Jahren bei Horn absolvierte Prögelhof zwei Zweitligaspiele. 2015 stieg er mit dem Verein wieder in die Regionalliga ab.
Daraufhin wechselte er zur Saison 2015/16 zum Regionalligisten ASK Ebreichsdorf. Sein erstes Spiel für Ebreichsdorf in der Regionalliga absolvierte er im Juli 2015 gegen den SKU Amstetten. In seiner ersten Saison bei Ebreichsdorf kam Prögelhof zu 18 Einsätzen in der Regionalliga Ost, zudem erreichte er mit seiner Mannschaft das Achtelfinale im ÖFB-Cup, in dem er alle drei Spiele absolvierte. In der darauffolgenden Saison kam er erneut in 18 Saisonspielen zum Einsatz und erreichte mit dem Regionalligisten erneut das Achtelfinale im Cup.
In der Saison 2017/18 wurde er mit Ebreichsdorf hinter dem SV Horn Vizemeister der Regionalliga Ost. In jener Saison verpasste er lediglich ein Saisonspiel. In der Saison 2018/19 kam er zu 28 Ligaeinsätzen, in der Saison 2019/20 spielte er bis zum Ligaabbruch 18 Mal. Nachdem sich Ebreichsdorf aus der Regionalliga zurückgezogen hatte, wechselte er zur Saison 2020/21 zum Regionalligisten Wiener Sport-Club.